# Озеро Новий Лиман
озеро Новий Лиман — озеро, що розташоване на півдні міста Харків Харківської області, на схід від залізничного зупинного пункту Безлюдівка.
Це колишній піщаний кар'єр, який розробляли у 1960-1970-і роки. Назва походить від сусіднього озера Лиман, що давно не існує.
Якість води у водоймі для купання та рибальства — незадовільна.
Має єдину притоку — р. Броди.